# ユリ・コロレフ
ユリ・コロレフ（ロシア語: Юрий Николаевич Королёв、Yuri Korllev、1962年8月25日 - 2023年4月29日）は旧ソビエト連邦の男子体操選手である。

## 略歴
1981年に地元で開催されたモスクワ世界体操選手権において、19歳のとき初出場で個人総合で優勝した。
1985年モントリオール世界体操選手権で再び個人総合で2回目の優勝をした。さらに、種目別跳馬・つり輪でも優勝した。
1987年ロッテルダム世界体操選手権では個人総合で2位、種目別のつり輪で優勝した。
1986年に行われたグッドウィルゲームズにも出場し、団体、個人総合、床、つり輪で優勝している。
2023年4月29日、死去。60歳没。

## プロフィール
- コロレフは上記のように体操選手として申し分ない実績がありながら、ロサンゼルスオリンピックは東欧諸国のボイコットで出場できず、続くソウルオリンピックも大会直前にアキレス腱断裂により、ついにオリンピックには1度も出場することができなかった。